# Mercedes Ron
Mercedes Ron López (1º giugno 1993) è una scrittrice spagnola di origine argentina.
È conosciuta per la saga dei Culpables, una trilogia diventata famosa grazie a Wattpad. 

## Biografia
Ron è nata a Buenos Aires, in Argentina. È fuggita in Spagna con la sua famiglia nel 2001 per sfuggire alle rivolte in Argentina. Ha conseguito la laurea in Comunicazione audiovisiva presso l'Università di Siviglia.

### Carriera
Ha iniziato a scrivere principalmente sulla piattaforma Wattpad a metà del 2015, dove ha scritto È colpa mia?. Nel 2016, ha vinto un Wattys Awards. Nel marzo 2017, il suo romanzo È colpa mia? è stato messo in vendita con il marchio Montena della Penguin Random House di Barcellona. Pochi mesi dopo, è uscito il suo secondo libro, È colpa tua?. Nel luglio 2018, è uscito il terzo e ultimo libro della Trilogia Guilty, È colpa nostra?, presentato alla ventitreesima Fiera Internazionale del Libro di Lima, in Perù. La Trilogia Guilty è stata tradotta in francese dall'editore Hachette Romans nel 2018.
Nel 2019, ha presentato in anteprima Marfíl e a ottobre Ébano.
A partire dal 2025, ha oltre 321.000 follower su Wattpad. L'autrice ha oltre 100 milioni di letture su Wattpad. È un'autrice best-seller del New York Times, con più di tre milioni di copie vendute in tutto il mondo. 
Il primo libro della trilogia, È colpa mia?, è stato adattato a film nel 2023. Il sequel, È colpa tua?, è stato adattato per il cinema e pubblicato il 27 dicembre 2024. Il terzo e ultimo capitolo, È colpa nostra?, è attualmente in fase di post-produzione e la sua uscita è prevista per il 2025.
Un remake inglese intitolato È colpa mia: Londra è stato distribuito su Amazon Prime Video il 13 febbraio 2025.
Attualmente vive a Siviglia, in Spagna.

## Opere
- Trilogia Culpables
  - Culpa Mía (Gennaio 2017)
  - Culpa Tuya (Settembre 2017)
  - Culpa Nuestra (Gennaio 2018)
- Dilogia Enfrentados
  - Marfíl (Gennaio 2019)
  - Ébano (Gennaio 2019)
- Trilogia Dímelo
  - Dímelo Bajito (Ottobre 2020)
  - Dímelo En Secreto (Novembre 2020)
  - Dímelo Con Besos (Aprile 2021)
- Saga Bali
  - 30 sunsets para enamorarte (Maggio 2023)
  - 10.000 millas para encontrarte (Settembre 2023)